# Сандер, Шьям
Шьям Сандер (родился 10 июля 1944 года) — профессор бухгалтерского учета, экономики и финансов в Йельской школе менеджмента и профессор экономического факультета в Йельском университете. Он является известным теоретиком бухгалтерского учета и экономистом-экспериментатором.

## Биография
Он обучался в Индийском институте технологии в Харагпуре, Индийской железнодорожной школе механики и электротехники в Джамалпуре.
Затем Шьям получил образование в Питтсбурге (второй по величине город штата Пенсильвания, США) в Университете Карнеги-Меллона. В 1972 получил степень магистра наук в области управления промышленностью (Graduate School of Industrial Administration), в 1974 году получил ученую степень доктора философии (Graduate School of Industrial Administration).
Он работал на факультетах Чикагского университета, Мим Ахмадабада (Индийский институт менеджмента), Калифорнийского технологического института, Университета Миннесоты и Университета Карнеги-Меллона. С 1 июля 1999 года по настоящее время Шьям Сандер является профессором Йельского университета (школа менеджмента).
Он является пионером в области экспериментального финансирования и экспериментальной макроэкономики. В прошлом он был президентом Американской Ассоциации бухгалтерского учета. Он является соредактором журнала Accounting, Economics and Law-A Convivium, опубликованного издательством Berkeley Electronic Press.
В настоящее время он исследует проблему структурирования американских и международных бухгалтерских и аудиторских институтов для достижения разумного и эффективного баланса между регулирующим надзором и рыночной конкуренцией, состояние высшего образования в Индии и лучшее понимание того, как люди делают выбор в условиях неопределенности.
Он также был директором Центра корпоративного управления и эффективности Millstein в Йеле. Шьям Сандер — почетный директор по исследованиям Института управления Великих Озер в Ченнае и выдающийся научный сотрудник Центра изучения научно-технической политики в Бангалоре, член инициативы Брюса в Калифорнийском университете в Санта-Крусе и научный сотрудник исследовательского института экономики и делового администрирования Университета Кобе. Он также является членом международных академических консультативных советов Индийского технологического института в Гандинагаре и бизнес-школы глобального университета Джиндала в Сонепате, Индия.

## Награды
Его научные вклады включают финансовую отчетность, информацию на рынках ценных бумаг, статистическую теорию оценки и проектирование электронных рынков.
В 1975 Шьям Сандер был признан Американской Ассоциацией бухгалтерского учета одним из победителей Конкурса Рукописей (Competitive Manuscript Award) за его работу «Properties of Accounting Numbers Under Full Costing and Successful Efforts Costing in the Petroleum Industry».
В партнерстве с Американским институтом сертифицированных бухгалтеров Американская ассоциация бухгалтерского учета также отобрала его для получения премии «заметный вклад в бухгалтерскую литературу» в 1982 и 1998 годах. В 1982 году Сандер был выбран на премию Alpha Kappa Psi Foundation National Accounting Award.
Сандер был приглашен выступить в более чем 300 университетах по всему миру. Он был назван выдающимся лектором в центре вычислительных финансов и экономических агентов при Эссекском университете в Великобритании. Американская ассоциация бухгалтерского учета почтила его своим президентским научным лектором в 1999 и назвала выдающимся международным приглашенным лектором в 2000 году.
9 сентября 2013 года Американская Ассоциация бухгалтерского учета (American Accounting Association, ААА) наградила Шьяма Сандера и Миклоша А. Васархели как лауреатов премии «выдающийся бухгалтер-педагог». Эта премия, спонсируемая фондом PricewaterhouseCoopers Foundation, была вручена профессорам Сандеру и Васархели в виде уникального произведения искусства из стекла, цитирования и приза в размере 2500 долларов для каждого получателя. Существует также дополнительное пожертвование в размере 2500 долларов, предоставленное ААА от имени каждого получателя, которое будет использовано в соответствии с пожеланиями профессора Сандера и профессора Васархели. Эта награда была вручена в понедельник, 5 августа, на ежегодном собрании ААА 2013 года, состоявшемся в Анахайме, штат Калифорния.
Общие критерии присуждения премии «выдающийся преподаватель бухгалтерского учета» были основаны на вкладе в бухгалтерское образование научных усилий в области преподавания и исследований в течение длительного периода времени.

## Публикации
Он опубликовал шесть книг и более 200 научных статей в академических журналах и популярных средствах массовой информации.
Его статьи были опубликованы и в таких известных журналах, как Journal of political economy, Cambridge University Press, Econometrica, Journal of the Econometric Society:
- DK Gode, S Sunder. Allocative efficiency of markets with zero-intelligence traders: Market as a partial substitute for individual rationality (Journal of political economy, 1993)[8]
- S Friedman, D Friedman, S Sunder. Experimental methods: A primer for economists (Cambridge University Press,1994)[9]
- CR Plott, S Sunder. Efficiency of experimental security markets with insider information: An application of rational-expectations models (Journal of political economy, 1982)[10]
- S Sunder, RM Cyert. Theory of accounting and control (South-Western College Pub., 1997)[11]
- CR Plott, S Sunder. Rational expectations and the aggregation of diverse information in laboratory security markets (Econometrica: Journal of the Econometric Society, 1988)[12]